# Žofie Šarlota Hannoverská
Žofie Šarlota Hannoverská (30. října 1668, zámek Iburg, Bad Iburg – 1. února 1705, Hannover) byla sňatkem braniborská kurfiřtka, pruská vévodkyně a později královna.

## Biografie

### Původ, mládí
Žofie Šarlota byla jediná dcera Arnošta Augusta, hannoverského kurfiřta, a jeho manželky Žofie Hannoverské; měla tři starší a tři mladší bratry. Její nejstarší bratr Jiří Ludvík se stal v roce 1714 králem Velké Británie jako Jiří I. Prvních pět let života strávila spolu s rodiči na provinciálním zámku v Iburgu, v roce 1673 rodina přesídlila do nové rezidence – zámku v Osnabrücku a v roce 1679 po smrti Žofiina strýce Jana Bedřicha Brunšvicko-Lüneburského, z Osnabrücku do Hannoveru, kde se Žofiin otec ujal vlády kalenberského vévodství.
Protestantská rodina Žofie Šarloty z politických důvodů nevylučovala možnost svatby s katolíkem. Spolu s matkou, která se zabývala zahradním uměním, pobývala Žofie Šarlota ve Francii; hlavním cílem, který touto cestou Žofie Hannoverská sledovala, ovšem byla svatba s dauphinem, synem francouzského krále Ludvíka XIV. Tento plán však nevyšel, neboť byl v rozporu s dynastickými plány jejího otce.

### Manželství a potomci

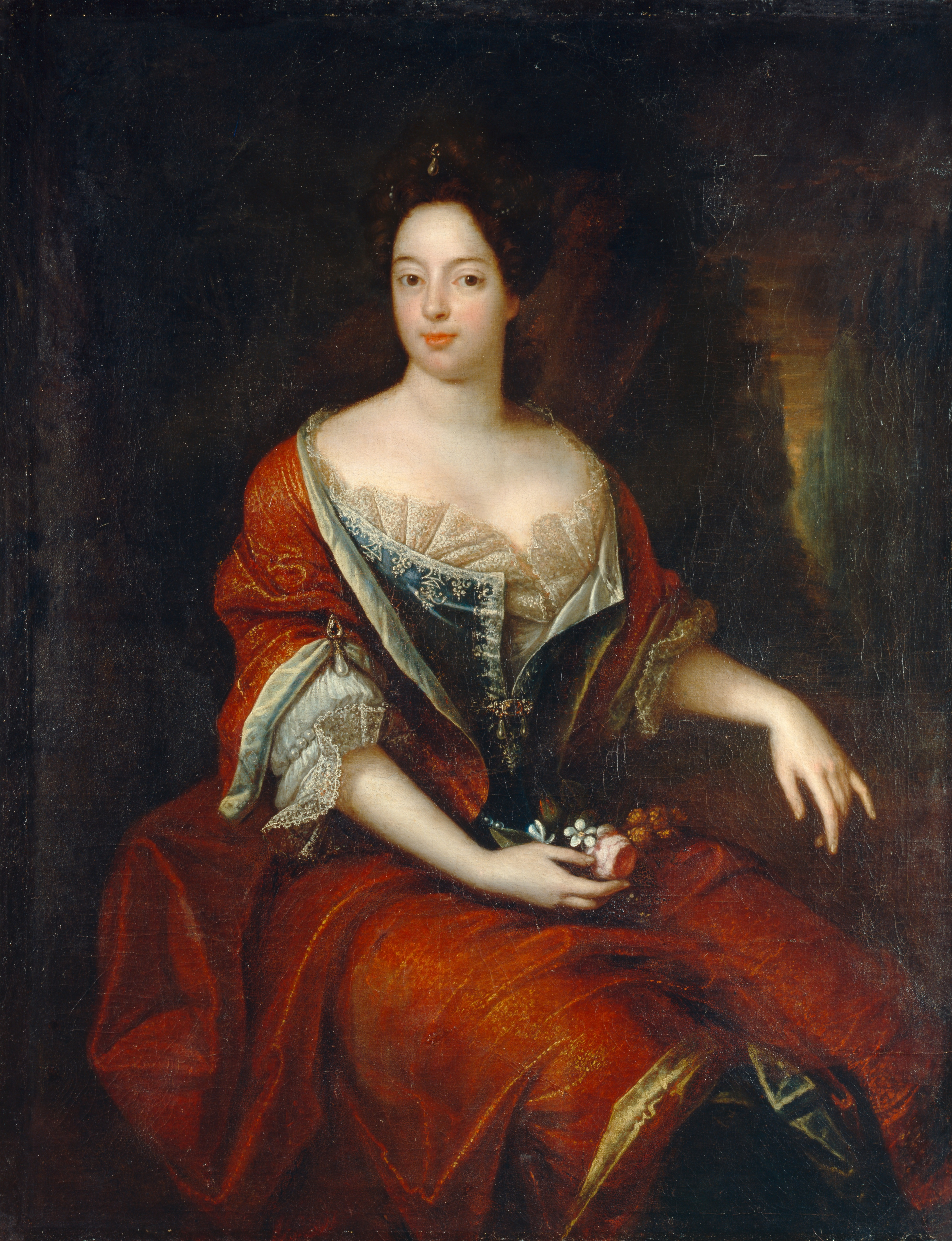
Pruská královna Žofie Šarlota Hannoverská

8. října roku 1684 se provdala za ovdovělého braniborského kurprince Fridricha I. Pruského. Čtyři roky nato zemřel jeho otec a Fridrich se stal kurfiřtem a roku 1701 králem, Žofie Šarlota tak získala titul pruské královny. Žofiino manželství, uzavřené z politických důvodů, nelze označit za šťastné. Královna dala manželovi dva syny, jediný však se dožil dospělého věku.
- 1. Fridrich August (6. 10. 1685 Ansbach – 31. 1. 1686 tamtéž),[1] pohřben stejně jako matka v hohenzollernské hrobce v berlínské katedrále[2]
- 2. Fridrich Vilém (14. 8. 1688 Berlín – 31. 5. 1740 Postupim)[3], braniborský kurfiřt, neuchâtelský kníže, pruský král od roku 1713 až do své smrti
⚭ 1706 Žofie Dorotea Hannoverská (16. 3. 1687 Hannover – 28. 6. 1757 Berlín)[4], rodem britská princezna

V roce 1696 dostala Žofie Šarlota jméno Lützow i s malým zámkem v těsné severozápadní blízkosti Berlína, který byl podle příkazu krále přebudován na letní zámek Lietzenburg. Tak kurfiřtka (později královna) žila relativně nezávisle; její manžel Fridrich jezdil na zámek pouze na její pozvání.
V roce 1700 byl zámek Lietzenburg přestavěn v reprezentativní trojkřídlé sídlo.
18. ledna roku 1701 byla korunována první pruskou královnou.
Žofie Šarlota je známa kromě jiného svou přízní a korespondencí s Gottfriedem Wilhelmem Leibnizem, jehož se stala žákyní. Leibniz byl přítelem a guvernérem její matky. Žofie Šarlota byla považována za intelektuálku. Hovořila plynně francouzsky, anglicky a italsky. Zvala ke svému malému dvoru v Lietzenburgu proslulé osobnosti své doby, vedle Leibnize její korespondence byla velmi čilá a bohatá i s dalšími volnomyšlenkáři (Pierre Bayle, John Toland). Její spektrum zájmů sahalo od přírody k filosofii a politická činnost jí sloužila především jako prostředek k podpoře umění a vědy. Za tím účelem založila velkou přírodovědnou akademii.
Královna byla velmi hudebně nadaná, zpívala a hrála výtečně na cembalo. V jejím dvorním divadle se hrály italské opery, kapelníky zde byli Attilio Ariosti a Giovanni Battista Bononcini.

### Smrt, odkaz

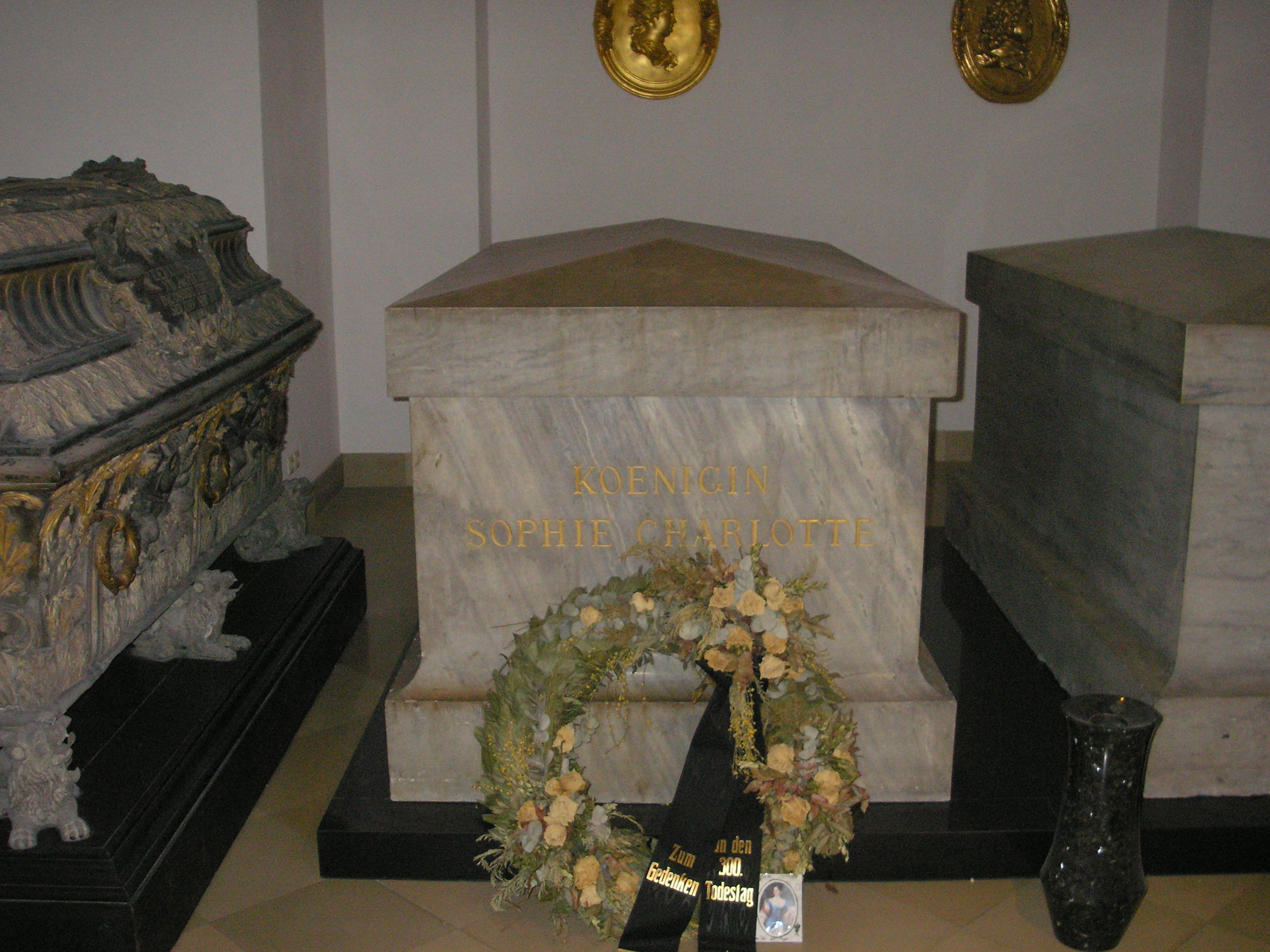
Sarkofág Žofie Šarloty v kryptě v berlínské katedrále

Žofie Šarlota zemřela na zánět hrtanu. 1. února roku 1705 v Hannoveru, když byla na návštěvě u své matky. Místo posledního odpočinku našla v hohenzollernské hrobce v berlínské katedrále.
Po její smrti byl zámek Lietzenburg přejmenován na Charlottenburg. Tento krok a především přestavbu zámku v reprezentativní sídlo učinil Fridrich především z dynastických důvodů, neboť nemaje vynikajících předků a nemoha se honosit velkými činy, čelil úsměškům ze strany evropských vládců a snažil se všemi prostředky svému v roce 1701 nabytému královskému titul dodat lesku. Opíraje se o tradici hannoverského domu, napřel všechny síly k vyzdvižení památky své manželky.
V jejím rodném místě je po ní pojmenováno jezero (Charlottensee), dále část silnice č. 55 (Charlottenburger Ring). V berlínském odvodu Charlottenburg bylo po ní v roce 1957 pojmenováno gymnázium (die Sophie-Charlotte-Oberschule).

## Tituly a oslovení
- 30. října 1668 – 8. října 1684: Její Jasnost vévodkyně Žofie Šarlota Brunšvicko-Lüneburská
- 8. října 1684 – 29. dubna 1688: Její Jasnost dědičná princezna pruská, princezna kurfiřtka braniborská
- 29. dubna 1688 – 18. ledna 1701: Její Jasnost vévodkyně pruská, kurfiřtka braniborská
- 18. ledna 1701 – 1. února 1705: Její Veličenstvo pruská královna, braniborská kurfiřtka

## Vývod z předků
|                             |                                     |  |                   |                               |  |  |  |  |  |  |  | Arnošt I. Brunšvicko-Lüneburský |
|                             |                                     |  |                   |                               |  |  |  |  |  |  |  |                                 |
|                             | Vilém Brunšvicko-Lüneburský         |  |                   |                               |  |  |  |  |  |  |  |                                 |
|                             |                                     |  |                   |                               |  |  |  |  |  |  |  |                                 |
|                             |                                     |  |                   | Žofie Mecklenbursko-Zvěřínská |  |  |  |  |  |  |  |                                 |
|                             |                                     |  |                   |                               |  |  |  |  |  |  |  |                                 |
|                             | Jiří Brunšvicko-Lüneburský          |  |                   |                               |  |  |  |  |  |  |  |                                 |
|                             |                                     |  |                   |                               |  |  |  |  |  |  |  |                                 |
|                             |                                     |  |                   | Kristián III. Dánský          |  |  |  |  |  |  |  |                                 |
|                             |                                     |  |                   |                               |  |  |  |  |  |  |  |                                 |
|                             | Dorotea Dánská                      |  |                   |                               |  |  |  |  |  |  |  |                                 |
|                             |                                     |  |                   |                               |  |  |  |  |  |  |  |                                 |
|                             |                                     |  |                   | Dorotea Sasko-Lauenburská     |  |  |  |  |  |  |  |                                 |
|                             |                                     |  |                   |                               |  |  |  |  |  |  |  |                                 |
|                             | Arnošt August Brunšvicko-Lüneburský |  |                   |                               |  |  |  |  |  |  |  |                                 |
|                             |                                     |  |                   |                               |  |  |  |  |  |  |  |                                 |
|                             |                                     |  |                   | Jiří I. Hesensko-Darmstadtský |  |  |  |  |  |  |  |                                 |
|                             |                                     |  |                   |                               |  |  |  |  |  |  |  |                                 |
|                             | Ludvík V. Hesensko-Darmstadtský     |  |                   |                               |  |  |  |  |  |  |  |                                 |
|                             |                                     |  |                   |                               |  |  |  |  |  |  |  |                                 |
|                             |                                     |  |                   | Magdalena z Lippe             |  |  |  |  |  |  |  |                                 |
|                             |                                     |  |                   |                               |  |  |  |  |  |  |  |                                 |
|                             | Anna Eleonora Hesensko-Darmstadtská |  |                   |                               |  |  |  |  |  |  |  |                                 |
|                             |                                     |  |                   |                               |  |  |  |  |  |  |  |                                 |
|                             |                                     |  |                   | Jan Jiří Braniborský          |  |  |  |  |  |  |  |                                 |
|                             |                                     |  |                   |                               |  |  |  |  |  |  |  |                                 |
|                             | Magdalena Braniborská               |  |                   |                               |  |  |  |  |  |  |  |                                 |
|                             |                                     |  |                   |                               |  |  |  |  |  |  |  |                                 |
|                             |                                     |  |                   | Alžběta Anhaltsko-Zerbstská   |  |  |  |  |  |  |  |                                 |
|                             |                                     |  |                   |                               |  |  |  |  |  |  |  |                                 |
| 'Žofie Šarlota Hannoverská' |                                     |  |                   |                               |  |  |  |  |  |  |  |                                 |
|                             |                                     |  |                   |                               |  |  |  |  |  |  |  |                                 |
|                             |                                     |  | Ludvík VI. Falcký |                               |  |  |  |  |  |  |  |                                 |
|                             |                                     |  |                   |                               |  |  |  |  |  |  |  |                                 |
|                             | Fridrich IV. Falcký                 |  |                   |                               |  |  |  |  |  |  |  |                                 |
|                             |                                     |  |                   |                               |  |  |  |  |  |  |  |                                 |
|                             |                                     |  |                   | Alžběta Hesenská              |  |  |  |  |  |  |  |                                 |
|                             |                                     |  |                   |                               |  |  |  |  |  |  |  |                                 |
|                             | Fridrich Falcký                     |  |                   |                               |  |  |  |  |  |  |  |                                 |
|                             |                                     |  |                   |                               |  |  |  |  |  |  |  |                                 |
|                             |                                     |  |                   | Vilém I. Oranžský             |  |  |  |  |  |  |  |                                 |
|                             |                                     |  |                   |                               |  |  |  |  |  |  |  |                                 |
|                             | Luisa Juliana Oranžská              |  |                   |                               |  |  |  |  |  |  |  |                                 |
|                             |                                     |  |                   |                               |  |  |  |  |  |  |  |                                 |
|                             |                                     |  |                   | Šarlota Bourbonská            |  |  |  |  |  |  |  |                                 |
|                             |                                     |  |                   |                               |  |  |  |  |  |  |  |                                 |
|                             | Žofie Hannoverská                   |  |                   |                               |  |  |  |  |  |  |  |                                 |
|                             |                                     |  |                   |                               |  |  |  |  |  |  |  |                                 |
|                             |                                     |  |                   | Jindřich Stuart, lord Darnley |  |  |  |  |  |  |  |                                 |
|                             |                                     |  |                   |                               |  |  |  |  |  |  |  |                                 |
|                             | Jakub I. Stuart                     |  |                   |                               |  |  |  |  |  |  |  |                                 |
|                             |                                     |  |                   |                               |  |  |  |  |  |  |  |                                 |
|                             |                                     |  |                   | Marie Stuartovna              |  |  |  |  |  |  |  |                                 |
|                             |                                     |  |                   |                               |  |  |  |  |  |  |  |                                 |
|                             | Alžběta Stuartovna                  |  |                   |                               |  |  |  |  |  |  |  |                                 |
|                             |                                     |  |                   |                               |  |  |  |  |  |  |  |                                 |
|                             |                                     |  |                   | Frederik II. Dánský           |  |  |  |  |  |  |  |                                 |
|                             |                                     |  |                   |                               |  |  |  |  |  |  |  |                                 |
|                             | Anna Dánská                         |  |                   |                               |  |  |  |  |  |  |  |                                 |
|                             |                                     |  |                   |                               |  |  |  |  |  |  |  |                                 |
|                             |                                     |  |                   | Žofie Meklenburská            |  |  |  |  |  |  |  |                                 |
|                             |                                     |  |                   |                               |  |  |  |  |  |  |  |                                 |